# Joel Godard
Joel Godard (* 31. März 1938 in Milledgeville, Baldwin County, Georgia) war bis 2009 der Ansager der US-amerikanischen Fernsehsendung Late Night with Conan O’Brien. Er nahm häufig an den Showsketchen teil, in welchen er eine fiktive Version von sich selbst darstellt.
Godard besuchte die Emory-Universität und verließ diese mit einem Diplom in Chemie. Er wurde zur zugehörigen medizinischen Schule zugelassen, jedoch entschloss er sich, stattdessen in das Showgeschäft einzusteigen. Seit 1999 arbeitet Godard auch als Ansager der jährlichen NBC Fernsehsendung zur Macy’s Thanksgiving Day Parade in New York City.
In Late Night with Conan O’Brien wurde er in Sketchen oft als ungezügelte homosexuelle Person mit deutlicher Vorliebe für junge asiatische Männer dargestellt. Sein Charakter verlangte oft die „süße Erlösung durch den Tod“ und veranschaulichte, wie miserabel sein Leben sei ("My life is a septic tank filled to overflowing").
In seinen Sketchen begeht er auch regelmäßig Suizid, normalerweise durch Erhängen.
Godard ist seit 1983 verheiratet und hat ein Kind.